# 刀叉下的秘密
《刀叉下的秘密》（英語：Forks Over Knives）是2011年於美國上映的倡議紀錄片，由李·富爾克森（Lee Fulkerson）執導，Monica Beach Media製片。片中以倡議低脂、營義價值和植物飲食為主，強調減少食用加工類和油脂類食物，以預防身體出現慢性疾病。

## 概要
《刀叉下的秘密》於片中引用美國醫生卡德維爾·愛色斯坦和營養與生物學教授T·柯林·坎貝爾的研究結果與論文，指出許多疾病，包括肥胖症、心血管疾病和癌症等，可以多進食天然食物，少食加工類以及肉類食物來預防。
紀錄片中概括介紹為期二十年的中國-康奈爾-牛津計劃，以及坎貝爾教授根據該研究計劃撰寫的救命飲食:中國健康調查報告，書中提及許多內科疾病如冠狀動脈疾病、糖尿病、肥胖以及癌症等，都與飲食文化中的加工類與肉類食物有關
導演李·富爾克森（Lee Fulkerson）在接受加拿大《國民郵報》记者采访时表示，我們稱紀錄片中描述的飲食文化為「植物飲食價值」，而不是「純素食主義」。他指出，這是為避免煮食過程中使用了多重加工食材，並指出「煮食應以最低加工方式處理」。

## 評價
截至2015年7月31日，《刀叉下的秘密》於爛番茄38則評價中，平均得分為61%。於Metacritic中共有18則評價，以總分100分計，平均分為57分。
《芝加哥太陽時報》影評人罗杰·埃伯特以4星滿分，給予該片3星的評分，並評價其為「一部能挽救你生命的紀錄片」，並指出「《刀叉下的秘密》雖然有強調運動，但更多的是以營養為主題」。《波士頓環球報》的洛倫·金同樣4星滿分，給予其3星評分，評價其為「如同之前紀錄片《难以忽视的真相》以全球暖化議題為出發點一樣，李·富爾克森製作了一部以素食文化為出發點的紀錄片」。《費城詢問報》的嘉莉·瑞基給予此紀錄片滿分四星中的三星，評價其為「真實與認真的飲食指南」。
《華盛頓郵報》的肖恩·奧康奈爾（Sean O'Connell）給予此紀錄片滿分4星中的2星，認為「本是有益且正面的健康影片，但卻以枯燥的紀錄片形式來拍攝」，同時指出「這紀錄片有一定吸引力，其以獨特方式來表現科學證據」。《紐約觀察家報》的雷克斯·里德給予其滿分4分中的2分，並認為「我相信我能從《刀叉下的秘密》中學習很多東西」。《地鐵時報》的科里·霍爾（Corey Hall）給予其「C」評分，並認為「雖然多吃蔬果類對健康有益已是無可爭議，但片中卻堅決的反對肉類與乳製品類的立場，這觀點會引起不少爭議的」。
該紀錄片於2012年榮獲娛樂商會（Entertainment Merchants Association）頒發年度特殊領域紀綠片（Documentary/Special Interest Title of the Year）。

## 相關書籍
- 《The Forks Over Knives Plan: How to Transition to the Life-Saving, Whole-Food, Plant-Based Diet》--阿爾納·普爾德·M.D.（Alona Pulde M.D.）、馬修·萊德曼·M.D.（Matthew Lederman M.D.）, 2014.
- 《Forks Over Knives–The Cookbook》--Sroufe, Del. 2012.
- 《Forks Over Knives: The Plant Based Way to Health》--Stone, Gene. 2011.

## 外部連結
- 《刀叉下的秘密》官方網站
- 互联网电影数据库（IMDb）上《刀叉下的秘密》的资料（英文）
- YouTube上的《刀叉下的秘密》官方預告片